# Église des Saints-Pierre-et-Paul de Gdańsk
L'Église des Saints-Pierre-et-Paul est une église de Gdańsk, en Pologne. Elle fait partie du groupe des plus grandes églises gothiques de Gdańsk. Dans les années 1590-1945, c'était l'église principale des évangéliques réformés de Gdańsk. Les services ont eu lieu ici en polonais, anglais, français et allemand. En 1958, par décision des autorités de la République populaire polonaise, elle fut cédée aux catholiques romains et arméniens.

## Histoire

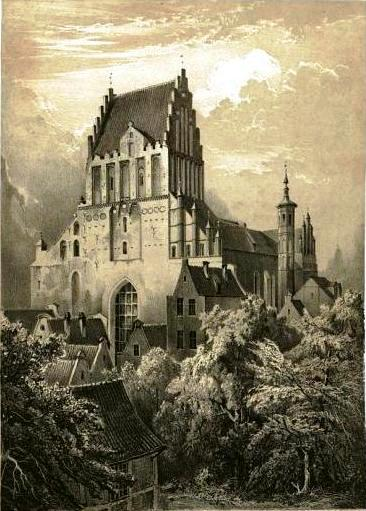
Vue ancienne

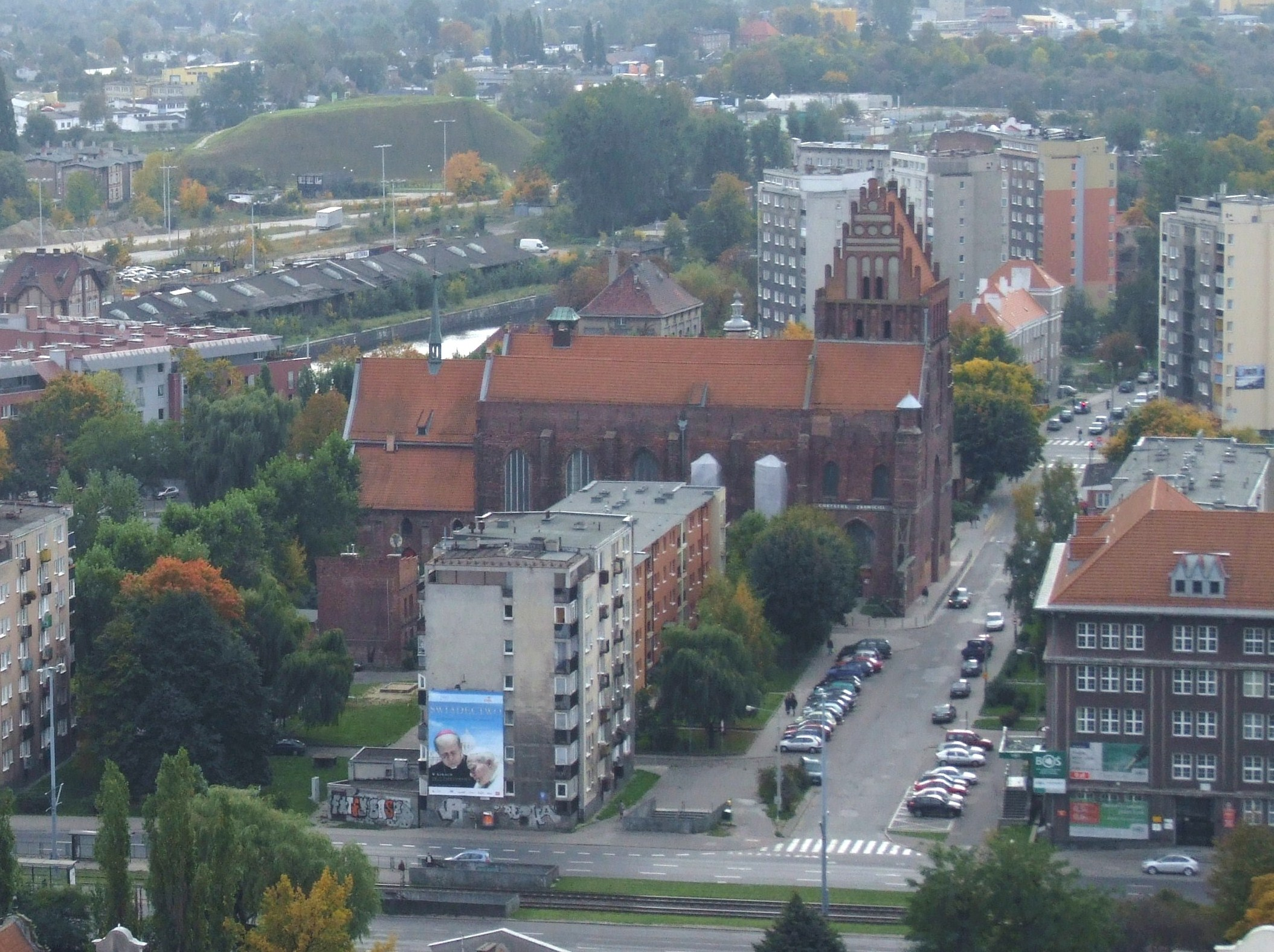
Église des Saints-Pierre-et-Paul et son environnement moderne

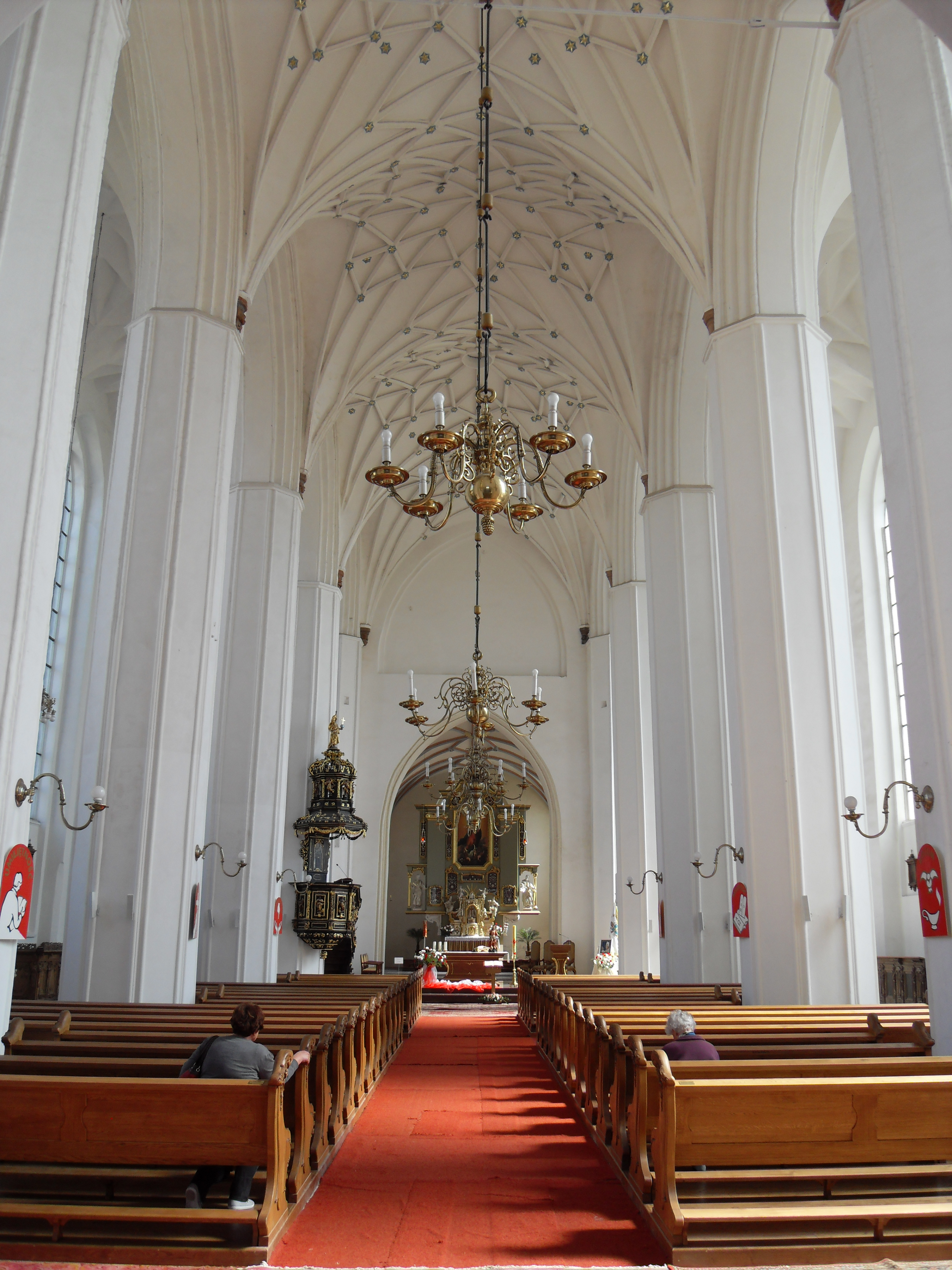
Intérieur de l'église

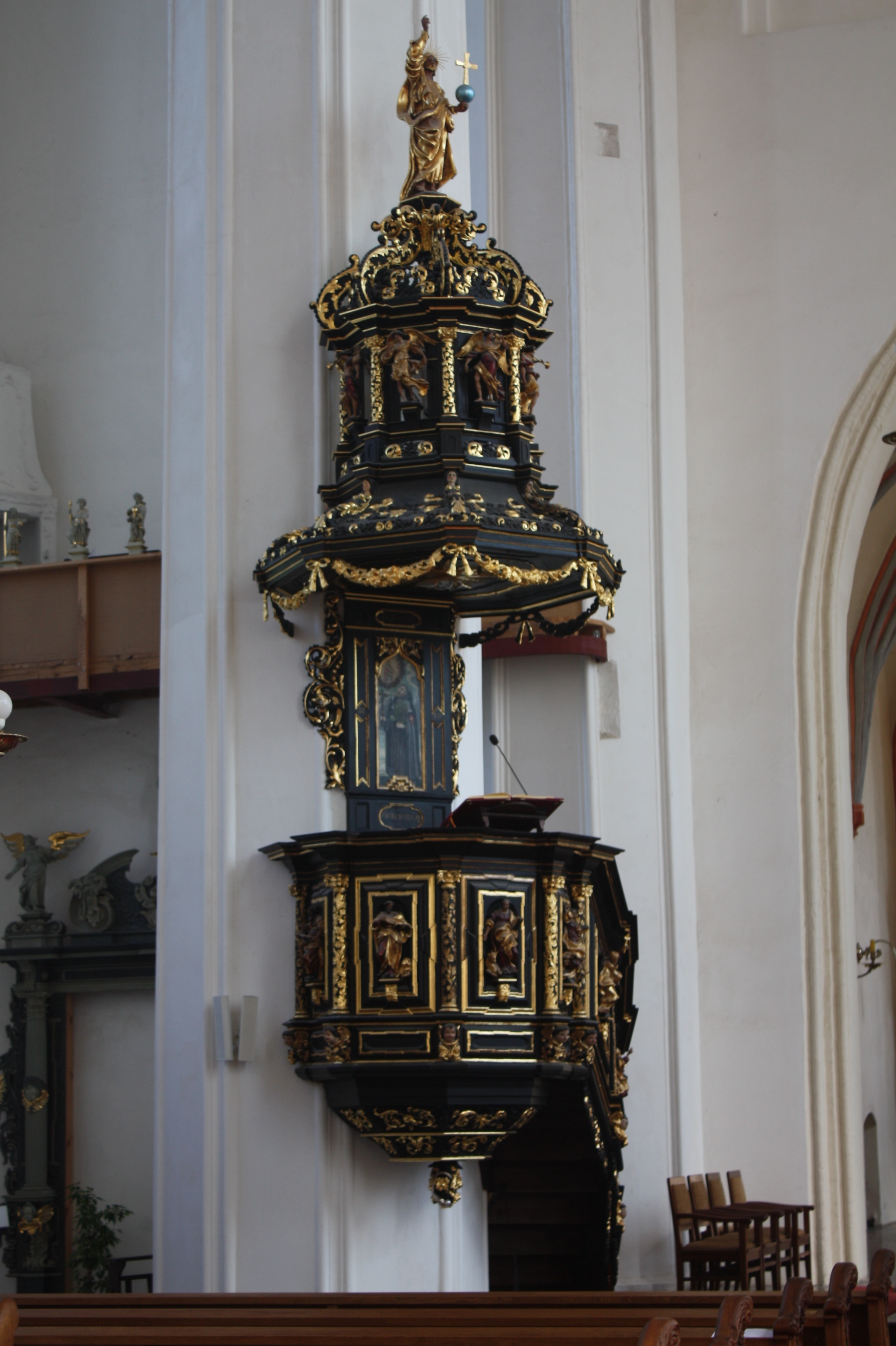
Chaire baroque

- 1397 Construction de l’église Saint-Pierre comme succursale de l’église Sainte-Marie de Gdańsk.
- 1424 Incendie total de l’église, lettre d’indulgence pour sa reconstruction.
- 1436 Une école est construite à côté de l’église, qui a existé ici jusqu’en 1904.
- 1456 Reconstruction de l'église. Le 28 janvier, Gdańsk a été divisée en 6 paroisses. L’une d’entre elles est la paroisse Saint-Pierre-et-Paul, et l’église devient église paroissiale.
- 1458 Construction de la chapelle Saint-Thomas, financée par les ouvriers du textile.
- 1484 Consécration de la chapelle des 11000 vierges.
- 1486-1514 Agrandissement et élévation des murailles. Construction d’une tour puissante.
- 1516 Achèvement des voûtes.
- 1521 Incendie à l’intérieur du clocher de l’église.
- 1557 Le conseil municipal remet l’église aux luthériens, qui deviennent la confession dominante à Gdańsk.
- 1579 Démolition des chapelles des Rois Mages, Saint-Thomas, 11 000 Vierges, Saint-Georges, Sainte-Anne et Notre-Dame de la Bienheureuse Vierge Marie.
- 1589 les premiers offices calvinistes en polonais ; L’allemand et le néerlandais prédominent
- 1590 Retrait de la statue de la Bienheureuse Vierge Marie de l’autel
- 1688 L’église est mise à la disposition des religieux huguenots réfugiés de France pour les offices calvinistes en français.
- 1707 abolition du poste de prédicateur polonais, bien que les offices en polonais aient lieu sporadiquement jusqu’à la fin du XVIIIe siècle
- 1734 Pendant le siège de Gdańsk par l’armée russe, un obus tombe à l’intérieur de l’église.
- 1769 Construction du grand orgue.
- 1807 Pendant le siège de Gdańsk par les Français, le temple est bombardé et gravement endommagé.
- 1807-1817 L’église est transformée en dépôt de foin et de paille.
- 1890-1900 Travaux de rénovation les plus importants.
- 1945 Lors de l’assaut de l’Armée rouge sur Gdansk, l’église est bombardée puis incendiée à nouveau. À cette époque, les charpentes du chœur, du bas-côté sud et d’une partie de la nef centrale se sont effondrées. La plupart des voûtes ont été arrachées.
- Été 1945, les ouvertures d’entrée sont murées ; Adaptation de la sacristie en chapelle catholique romaine sans fondement ni titre légal par les prêtres de la Résurrection
- 1947 L’Église évangélique réformée récupère le droit à l’église, mais en raison de la présence des catholiques, elle retarde sa reconstruction
- 1949 les autorités de la République populaire de Pologne enlèvent l’église aux calvinistes, invoquant la lenteur de la reconstruction.
- Le 20 mars 1958, les autorités de la République populaire de Pologne remirent l’église à la Curie de Gdańsk, malgré les protestations des évangéliques réformés.
- Entre 1958 et 1959, l’une des nefs a été reconstruite, et dans l’ancienne sacristie, une chapelle a été aménagée pour l’image de Notre-Dame de Grâce de Stanisławów.
- 1976-1977 Reconstruction de l'église.
- 1982-1984 Construction d’une nouvelle toiture en tuiles.
- 1984 Reconstruction du clocher et des combles de la façade orientale.
- 1985 Reconstruction des vitraux et nouvelle décoration de la chapelle baptismale.
- 1986 Reconstruction des murs intérieurs du presbytère.
- 1987 Nouveau décor du bas-côté nord.
- 2009 Par décret de l’Ordinaire des fidèles de rite arménien en Pologne, l’archevêque Kazimierz Nycz, une paroisse arménienne catholique a été établie dans l’église[1].
- Le 2 juin 2019, vers 06h00 du matin, à la suite d’un court-circuit dans le système électrique, un incendie s’est déclaré sur le toit de la sacristie et du chœur, à la suite duquel environ 200 mètres carrés ont brûlé. Le mobilier n’a pas été endommagé. Près de 100 pompiers et 28 sapeurs-pompiers ont participé à l’opération de lutte contre l’incendie[2].

## Données
- longueur, y compris les contreforts des tours : 62 m
- largeur : 26 m
- hauteur de la tour : 41 m
- surface utile : 1 392 m²

## Ameublement
En raison des incendies et des bombardements, ainsi que de l'adaptation de l'église à des fins économiques, une grande partie de la décoration n'a pas survécu jusqu'à ce jour.
Le fait que l'église ait été un temple calviniste pendant plus de 300 ans se reflète dans la seule partie originale de l'intérieur : la chapelle Uphagen de 1774 avec une épitaphe de forme ancienne conservée et un habillage en bois rococo. Des fonts baptismaux médiévaux en pierre, une cheminée rococo et la pierre tombale de Piotr Uphagen de 1774 ont été conservés. La collection de lustres du XVIIe siècle sauvés de la destruction est également précieuse.
Après 1958, l'église a été autorisée à être reconstruite sous une forme qui ne reflète pas l'histoire calviniste de l'église, notamment en termes de plan de l'église, mais qui est appropriée pour le culte catholique. Il y a un maître-autel baroque dans le choeur, qui n'est pas original dans la décoration intérieure de l'église. 60 % des détails authentiques de cet autel seront installés, dont une peinture baroque de l'Immaculée Conception de la Bienheureuse Vierge Marie. Dans le bas-côté nord se trouve une stalle Renaissance du XVIIe siècle.  À l'intérieur de l'église se trouvent des éléments de sculpture sur bois baroque. Il était prévu de recréer la galerie de musique dans le bas-côté sud, en utilisant certaines boiseries authentiques. Au bout du bas-côté nord se trouvent des fonts baptismaux gothiques conservés du XVe siècle.

### Image de Notre-Dame de Grâce
L'icône de Notre-Dame de Grâce se trouvait dans l'église arménienne de Stanisławów. Après la Seconde Guerre mondiale, avec les ex-voto et de nombreux objets de l'église, elle fut transportée par le curé Kazimierz Filipiak à Gdańsk.
Cette image mesure 56 × 70 cm, a été créée au tournant des XVIIe et XVIIIe siècles comme réplique de l'image de Notre-Dame de Częstochowa. La première mention du tableau vient de Stanisławów et fait référence à 1742. L'image a été couronnée de couronnes papales le 30 mai 1937.